# 上田麗奈
上田麗奈（日语：／ Ueda Reina，1994年1月17日—）是日本的女性聲優和歌手，富山縣出身。81 Produce所屬。
2011年「第5回81試鏡」準大賞受獎，並加入81 Produce。2014年於《花舞少女》中的角色關谷鳴首次飾演主角。翌年2015年榮獲第9回聲優Award新人女優賞。
目前亦是聲優團體「Anisoni∀」的一員。在電視動畫《摸索吧！部活劇》中飾演18位姊妹。
2016年經由Lantis歌手出道。

## 演出作品
※粗體字為主要角色。

### 電視動畫
2012年
- 閃電十一人GO 時空之石（小孩）
- 爆漫王。3（女子）
- 軍火女王 PERFECT ORDER（艾琳娜·巴布林、CIA職員）

2013年
- 閃電十一人GO 銀河（卡特拉·帕吉）
- IS〈Infinite Stratos〉2（鷹月靜寐、少女）
- 卡片戰鬥先導者 王牌連接篇（岩瀨、女子B、啦啦隊B、長代真紀、茴香、凱蒂）
- 鎖鎖美小姐@不好好努力（同學E）
- THE UNLIMITED 兵部京介（小孩）
- 寶石寵物 Happiness（客1）
- 斷裁分離的罪惡之剪（女學生）
- 摸索吧！部活劇（園田萌舞子、園田萌舞惠、園田萌舞美、園田萌舞代、園田萌舞乃、園田萌舞穗、其他姐妹12人、女子校生A）
- 東京闇鴉（後輩女子A、學生）
- 悠悠哉哉少女日和（廣播聲）

2014年
- 卡片戰鬥先導者 王牌連接篇（兄〈小孩〉）
- 卡片戰鬥先導者 雙鬥搭檔篇（女學生B）
- 摸索吧！部活劇 安可（園田萌舞子、園田萌舞惠、園田萌舞美、園田萌舞代、園田萌舞乃、園田萌舞穗、園田萌舞佳、園田萌舞太郎、園田萌舞次郎、園田萌舞左衛門、其他姐妹8人、葉月老師）
- 東京闇鴉（女學生）
- 偽戀（女學生）
- 一週的朋友（太田）
- Free!-Eternal Summer-（廣播）
- 東京喰種（田口、永近英良〈幼年〉、女僕、女性局員、二璐）
- RAIL WARS！（大糸友美）
- 花舞少女（關谷鳴）
- 天體的方式（學生）
- 日常生活中的異能戰鬥（荻浦直江）
- 卡片戰鬥先導者G（女子A）

2015年
- 東京喰種√A（二璐、搜查官）
- The Rolling Girls（藤原桃）
- 聖劍使的禁咒詠唱（艾蕾娜·阿爾莎維娜）
- CROSSANGE 天使與龍的輪舞（塔妮雅）
- 摸索吧！部活劇 Spinoff 和噗嚕噗嚕夏露姆遊玩吧（園田萌舞子）
- 血界戰線（妮加）
- 亞爾斯蘭戰記（侍女）
- 御神樂學園組曲（花袋名歌）
- 俺物語！！（人妻2）
- 偽戀:（岩下、女子）
- 其實我是（朱美橘）
- 星光樂園（黃木味美）
- 黑客人偶 THE Animation（青梅竹馬、黑客人偶4號）
- 對魔導學園35試驗小隊（鳳櫻花）
- 女武神驅動 -美人魚-（三井寺）

2016年
- Dimension W －第四次元－（百合崎米拉）
- 爆音少女！！（佐倉羽音）
- UTOPA（希爾瑪）
- 星光樂園（黃木味美、茱璐露、茱莉）
- 偶像學園STARS！（白銀莉莉）
- KUROMUKURO（蘇菲·諾埃爾）
- 制約之絆（安見）
- ReLIFE（小野屋杏）
- 藍海少女！（女子A）
- 12歲。～小小胸口的怦然心動～ 第二期（杏實）
- 精靈寶可夢 太陽&月亮（瑪奧）
- 灼熱的桌球娘（月之輪紅真深）

2017年
- 南鎌倉高校女子自行車社（舞春祐美）
- 偶像事變（近堂幸惠）
- 小魔女學園（雅絲敏卡·安東涅柯、魔潔琳）
- 偶像時間星光樂園（地獄美美子）
- 櫻花任務（四之宮詩織）
- ID-0（愛麗絲）
- 偶像學園STARS！星之翼（白銀莉莉）
- 異世界食堂（愛黛爾海特）
- 此花綺譚（禮）
- 寶石之國（異極礦）
- 血界戰線 & BEYOND（妮加）
- 網路勝利組（莉莉）
- Wake Up, Girls! 新章（高科里佳、女主持人、女高中生A、主播）

2018年
- 皇帝聖印戰記（愛雪拉）
- BASILISK～櫻花忍法帖～（淚）
- 童話魔法使（亞瑟·潘多拉貢）
- 妖怪旅館營業中（靜奈）
- 鋼彈創鬥者 潛網大戰（史黛亞）
- 三次元女友 Real Girl（綾戶純惠）
- 漫畫女孩（怖浦鈴）
- 我的英雄學院 第3期（印照才子）
- 卡利古拉（μ）
- 齐木楠雄的灾难 第二季（海藤空）
- 最終休止符～無止境的螺旋物語～（諾因）
- SSSS.GRIDMAN（新條茜）
- 東京喰種:re 第2期（二璐）
- 哥布林殺手（哥布林殺手的姐姐）
- INGRESS THE ANIMATION（莎拉）
- 叛逆性百萬亞瑟王（阿妮塔）
- 艾梅洛閣下II世事件簿 -魔眼蒐集列車 Grace note- Episode 0（格蕾）

2019年
- 天使降臨到我身邊！（星野宮子）
- 三次元女友 REAL GIRL 第2期 （綾戶純惠）
- 狂賭之淵××（宇留瑠美亞）
- 格林筆記 The Animation（蕾娜、灰姑娘）
- 當地是日本（湯瀨小町、M·T的母親、若尾的母親）
- 魔法水果籃（草摩杞紗）
- 鬼滅之刃（栗花落香奈乎）
- 女高中生的虛度日常（九條琥珀）
- Dr.STONE 新石紀（琉璃）
- 艾梅洛閣下II世事件簿 -魔眼蒐集列車 Grace note-（格蕾）
- 美妙射擊部（黑井美沙）

2020年
- 戀愛小行星（鈴矢萌）
- 達爾文遊戲（狩野朱歌）
- 當地是日本（鄰居、播音員）
- 偶像學園 on Parade！（白銀莉莉）
- 22/7（立川絢音）
- BREAKERS（惠美）
- 富豪刑事 Balance:UNLIMITED（佐伯真幌）
- 魔法水果籃 2nd Season（草摩杞紗）
- 球詠（栗田監督）
- LISTENERS 聆聽者（賈妮絲）
- 輝夜姬想讓人告白？～天才們的戀愛頭腦戰～（大友京子）
- 寶可夢 旅途（瑪奧）
- 閃躍吧！星夢☆頻道（茱莉）
- 安達與島村（永藤）
- 魔女之旅（人偶店店主）

2021年
- Hortensia SAGA（諾諾莉亞·福里）
- BACK ARROW（亞妮、周〈兒時〉）
- Dr.STONE 新石紀 第2期（琉璃）
- 只有我能進入的隱藏迷宮（莎拉）
- 後空翻少年！！（雙葉亞由美）
- BLUE REFLECTION：澪（平原美弦）
- 聖女魔力無所不能（伊莉莎白·艾斯里）
- 更多!認真地不認真的怪俠佐羅利 第2期（町子）
- 魔法水果籃 The Final（草摩杞紗）
- 關於我轉生變成史萊姆這檔事 轉生史萊姆日記（阿畢特）
- 龍族拼圖（フローリスト桃園）
- 月光下的異世界之旅（女神）
- 現實主義勇者的王國重建記（茱娜·多瑪）
- 暗夜第六感 2041（秋山唯）
- 我立於百萬生命之上（傑茲比）
- 世界頂尖的暗殺者轉生為異世界貴族（蒂雅·維科尼）
- 異世界食堂2（愛黛爾海特）
- 宿命迴響：命運節拍（地獄）
- 舞伎家的料理人（百子）
- 鬼滅之刃 遊郭篇（栗花落香奈乎）
- 無職轉生～到了異世界就拿出真本事～（愛麗兒·阿涅摩伊·阿斯拉）
- 艾梅洛閣下II世事件簿 -魔眼蒐集列車 Grace note- 特別篇（格蕾）

2022年
- 現實主義勇者的王國重建記（第2期）（茱娜·多瑪）
- Petit Sekai（望月穗波）
- 終末的後宮（星野汐音）
- 朋友遊戲（水瀨瑪麗亞）
- 寶可夢 旅途（白滾滾）
- 青之蘆葦（海堂杏里）
- 黑之召喚士（玫璐妃娜）
- Dr.STONE 新石紀 龍水（琉璃）
- 異世界藥局（艾蘭諾·博納富瓦）
- 盛開的阿斯諾特莉亞 吸！（菲古雷）
- 書蟲公主（依莉亞娜·伯恩斯坦）
- 後宮之烏（雲花娘）
- BLEACH 千年血戰篇（米妮拿·馬卡隆）
- 聖劍傳說 Legend of Mana -The Teardrop Crystal-（螢石公主）
- 鏈鋸人（蕾潔）

2023年
- 物之古物奇譚（結）
- 鬼滅之刃 刀匠村篇（栗花落香奈乎）
- 魔法使的新娘 SEASON2（薇洛妮卡·里肯巴克）
- 可愛過頭大危機（狐陰小町）
- 肌肉魔法使-MASHLE-（雷蒙·厄文）
- 小小哥吉拉的逆襲（小美人〈姊〉）
- Dr.STONE 新石紀 NEW WORLD（琉璃）
- 六道的惡女們（菫雷乃、菫風乃、菫天乃）
- 無職轉生II～到了異世界就拿出真本事～（愛麗兒·阿涅摩伊·阿斯拉）
- 我的幸福婚約（齋森美世）
- 死神少爺與黑女僕（阿米利亞）
- 白聖女與黑牧師（芙蕾德莉卡）
- 成為悲劇元凶的最強異端，最後頭目女王為了人民犧牲奉獻（瑪莉安娜·愛德華茲）
- OVERTAKE!（蜜澤亞梨子）
- 家裡蹲吸血姬的鬱悶（梅露可·堤亞）
- 偶像大師 百萬人演唱會！（高坂海美）
- 聖女魔力無所不能II（伊莉莎白·艾斯里）
- SPY×FAMILY間諜家家酒（索妮雅）
- 狩龍人拉格納（奧偍瑪蒂亞）
- 某大叔的VRMMO活動記（妖精女王）
- 黑暗集會（女兒的靈）
- BULLBUSTER（水原渚）
- 東京復仇者（赤音）
- 我想成為影之強者！ 2nd season（瑪格麗特）

2024年
- 異修羅（遠方鉤爪的悠諾）
- 肌肉魔法使-MASHLE- 神覺者候補選拔試驗篇（雷蒙·厄文）
- 我獨自升級（車海印／向坂雫）
- 月光下的異世界之旅 第二幕（女神）
- 治癒魔法的錯誤使用法（瑟麗亞）
- 魔都精兵的奴隸（若狹佐原）
- 美妙寵物 光之美少女（貓屋敷真結／莉莉安天使）
- 北海道辣妹金古錐（夏川怜奈）
- 葬送的芙莉蓮（梅特戴）
- 我內心的糟糕念頭（半澤百合音）
- 碰之道（神祕女孩）
- 為美好的世界獻上祝福！3（蕾茵）
- 恰如細語般的戀歌（里宮百百花）
- 義妹生活（綾瀨亞季子）
- 女神咖啡廳（宗谷萌美）
- 異世界失格（小崎）
- 異世界自殺突擊隊（菲歐涅）
- 敗北女角太多了！（朝雲千早）
- 青春之箱（鹿野千夏）
- 女僕冥土小姐（雪）
- 嘆氣的亡靈想隱退（索菲亞·黑拉克）
- 唯願來世不相識（明石潟椿）
- 森林家族 芙蕾雅的小秘密（愛麗絲）

2025年
- 我獨自升級 Season 2 -Arise from the Shadow-（車海印／向坂雫）
- 我的幸福婚約（第2期）（齋森美世）
- 鬼人幻燈抄（鈴音）
- 我是星際國家的惡德領主！（天城）
- mono女孩（秋山春乃）
- NYAIGHT OF THE LIVING CAT 活屍貓之夜（薰）
- 青春豬頭少年不會夢到聖誕服女郎（迷你裙聖誕女郎）
- 對我垂涎欲滴的非人少女（八百歲比名子）
- 妖怪旅館營業中 貳（靜奈）

2026年
- 魔都精兵的奴隸2（若狹佐原）

### 劇場動畫
2013年
- 劇場版 魔法少女小圓 [新篇] 叛逆的物語（女子）
- 小魔女學園（學生）

2014年
- 阿茹茉妮（真境名樹里）

2015年
- <harmony/>（御冷彌迦）

2017年
- 見習神仙精靈 引發奇蹟吧♪特普露與心跳神仙精靈界！（木之內舞）

2021年
- 美少女戰士Eternal（瑟蕾）
- 机动战士GUNDAM 闪光的哈萨维（琪琪·安塔露茜雅）

2022年
- 電影 後空翻少年！！（雙葉亞由美）
- 航海王劇場版：紅髮歌姬（迷你培波）
- 天使降臨到我身邊！珍貴的朋友（星野宮子）

2023年
- GRIDMAN UNIVERSE（新条茜〈New Order〉）
- 愛麗絲與特蕾絲的虛幻工廠（佐上睦實）
- 劇場版 轉生成女性向遊戲只有毀滅END的壞人大小姐（ハーティ）

2024年
- BLOODY ESCAPE -地獄的逃走劇-（露娜露）
- 死亡愛麗絲 最終最後的物語（白雪公主）
- 成為星星的少女（華鳥蘭子）
- Code Geass 奪回的Rozé（皇朔夜）
- 美妙寵物 光之美少女電影： 心跳加速♡遊戲世界大冒險！（貓屋敷真結／莉莉安天使）

2025年
- 劇場版 世界計畫 崩壞的世界與無法歌唱的初音未來（望月穗波）
- 鬼滅之刃劇場版 無限城篇 第一章 猗窩座再襲（栗花落香奈乎）
- 電影Idol光之美少女你與我久等了！為你送上閃耀的現場演唱會！（貓屋敷真結／莉莉安天使）
- 劇場版 鏈鋸人 蕾潔篇（蕾潔）
- 機動戰士GUNDAM 鐵血孤兒 獵殺兀爾德 -小小挑戰者的軌跡-（珂魯娜魯·黃紗）
- 机动战士GUNDAM 闪光的哈萨维 喀耳刻的魔女（琪琪·安塔露茜雅）

### OVA
2018年
- ReLIFE"完結篇"（小野屋杏）

2019年
- 天使降臨到我身邊！（星野宮子）

### 網路動畫
2019年
- 怪物彈珠（雷米爾）
- 齐木楠雄的灾难 Ψ始动篇（海藤空）

2020年
- 日本沉没2020（武藤步）

2021年
- IDOL LAND 星光樂園（黃木味美）
- 寶可夢進化（玉緒）

2022年
- 拉拉熊：主題樂園大冒險（從業員姐姐）

2025年
- 章魚嗶的原罪（久世靜）

### 遊戲
2013年
- 偶像大師 百萬人演唱會！（高坂海美）
- 閃電十一人GO3 銀河 大霹靂/超新星（卡多拉·帕吉）
- 卡片戰鬥先導者 Ride to Victory！！（花咲惠）

2014年
- 跨過俺的屍體前進2（招魂阿螢、羽黑的小夜、上諏訪龍穗、六花御前）
- 卡片戰鬥先導者 Lock on Victory！！（花咲惠）
- 巫女之社（蓮見南緒）
- 花舞少女 夜來舞LIVE！（關谷鳴）

2015年
- 魔物獵人X（貓孃）
- Hortensia SAGA 蒼之騎士團（諾諾莉亞）

2016年
- 悠閒神明（白銀茉）
- 合奏女孩！！（小鳩梓）
- 偶像事變（近堂幸惠）

2017年
- 天華百劍-斬-（三日月宗近）
- 死亡愛麗絲（白雪公主）
- 偶像大師 百萬人演唱會！劇場時光（高坂海美）
- 莉迪&蘇瑞的鍊金工房 ～不可思議繪畫的鍊金術士～（露夏·維爾堤爾）

2018年
- 星之卡比 新星同盟（冰斧基斯）
- 閃耀幻想曲（關谷鳴、怖浦鈴）
- 紡之邏輯（佐藤沙李衣）

2019年
- Fate/Grand Order（格蕾）
- 彈射世界（花火）

2020年
- 明日方舟（早露）
- 為美好的世界獻上祝福！Fantastic Days（蕾茵）
- 世界計畫 繽紛舞台！ feat.初音未來（望月穗波）
- 洛克人X DiVE（莉可、艾可）
- 陰陽師（蠍女）
- 黑潮：深海覺醒（朱諾）

2021年
- 怪物彈珠（神農）
- 靈魂行者（李娜飛）
- 原神（甘雨）
- 黎之軌跡（妮娜）

2022年
- 蘇菲的鍊金工房2 ～不可思議夢的鍊金術士～（艾薇拉）
- Infinity Souls（シェリス・マクシモヴァ）
- 無期迷途（艾瑞爾）
- MementoMori（蕾雅）
- 勝利女神：妮姬（紅蓮）
- 黎之軌跡2（妮娜）

2023年
- 怪物彈珠（梅摩莉）
- 聖火降魔錄 Engage（貝珥）
- 人中之龍7外傳 英雄無名（荻久保豐的孫女）
- 崩壞：星穹鐵道（花火）
- Hira Hira Hihiru（常見明子）
- 東方幻想Eclipse (東風谷早苗)
- 重返未来：1999（柏林以东）
- Eternights永恆之夜 （敏）

2024年
- everlastingflowers（坂下深菜）
- 崩壞:星穹鐵道（花火）
- 崩壞3（花火）
- 怪物彈珠（梅摩莉a）
- 界之軌跡（妮娜）

2025年
- 《人中之龍8外傳 Pirates in Hawaii》（莫娜·里奇）

### 廣播劇CD
2016年
- 樱子的高校生活（一之宮櫻子）

2020年
- 彈珠汽水瓶裡的千歲同學（內田優空）

### 影像商品
- THE IDOLM@STER MILLION LIVE! 1stLIVE HAPPY☆PERFORM@NCE!! Blu-ray Day2（2014年）[100]
- THE IDOLM@STER MILLION LIVE! 2ndLIVE ENJOY H@RMONY!! Live Blu-ray Day2（2015年）[101]
- THE IDOLM@STER M@STER OF IDOL WORLD!!2015 Live Blu-ray Day2（2016年）[102]
- 声優ゆめ日記 上田麗奈（2016年）
- THE IDOLM@STER MILLION LIVE! 3rdLIVE TOUR BELIEVE MY DRE@M!! LIVE Blue-ray （2016年）[103][104][105]
- Reina 課外授業 in 富山（2017年）

### 電視節目
- Anime DON!（2013年－2014年，東京電視台）
- Animemashite（2014年，東京電視台）主持
- （2014年、NICONICO直播）
- 黑客頻道（2014年－2015年，NICONICO直播）
- （2016年，NHK教育頻道）
- （2016年－，NICONICO直播）
- 間野山觀光協會作戰報告會議（2017年，NICONICO直播）[106]

### 其他
- ULTRA SUPER ANIME TIME（2nd Season 第5回片尾插畫）
- Download Voice（2016年，車內導航聲）黑部結衣
- （2017年，彈珠機）歌野光[107]
- GRIDMAN ALARM -If your smile-（2019年，起床應用程式）新條茜

## 音樂作品

### 單曲
|        | 發售日         | 標題      | 規格產品編號 | 規格產品編號 | Oricon 最高排名 |
| 歌手盤 | 發售日         | 標題      | 動畫盤       |              | Oricon 最高排名 |
| ------ | -------------- | --------- | ------------ | ------------ | --------------- |
| 1st    | 2018年2月7日   | sleepland | LACM-14724   | LACM-14725   | 24名            |
| 2nd    | 2020年10月21日 |           | LACM-24028   | LACM-24029   | 11名            |

### 迷你專輯
|     | 發售日         | 標題    | 規格產品編號 | Oricon 最高排名 |
| --- | -------------- | ------- | ------------ | --------------- |
| 1st | 2016年12月21日 | RefRain | LACA-15617   | 54名            |
| 2nd | 2022年10月5日  | Atrium  | LACA-25011   |                 |

### 專輯
|     | 發售日        | 標題    | 規格產品編號 | Oricon 最高排名 |
| --- | ------------- | ------- | ------------ | --------------- |
| 1st | 2020年3月18日 | Empathy | LACA-15809   | 12名            |
| 2nd | 2021年8月18日 | Nebula  | LACA-15884   | 14名            |

### 商業搭配歌曲
| 歌曲      | 商業搭配                     | 年份   |
| --------- | ---------------------------- | ------ |
|           | 電視動畫《童話魔法使》印象曲 | 2017年 |
| sleepland | 電視動畫《童話魔法使》片尾曲 | 2018年 |
|           | 電視動畫《魔女之旅》片頭曲   | 2020年 |

### 角色歌
| 發售日   | 商品名稱 | 演唱名義 | 歌曲 | 備註                                                    |
| 2013年   | 2013年 | 2013年 | 2013年 | 2013年                                                  |
| -------- | --- | --- | --- | ------------------------------------------------------- |
| 4月24日  | THE IDOLM@STER LIVE THE@TER PERFORMANCE 01 Thank You!                                                                             | 765 MILLIONSTARS | 「Thank You!」 | 遊戲《偶像大師 百萬人演唱會！》主題曲                   |
| 4月24日  | THE IDOLM@STER LIVE THE@TER PERFORMANCE 01 Thank You!                                                                             | 765THEATER ALLSTARS | 「Thank You! （765THEATER ver.）」 | 遊戲《偶像大師 百萬人演唱會！》主題曲                   |
| 2014年   | | | |                                                         |
| 1月29日  | THE IDOLM@STER LIVE THE@TER PERFORMANCE 10                                                                                        | 高坂海美（上田麗奈） | 「」 | 遊戲《偶像大師 百萬人演唱會！》相關歌曲                 |
| 1月29日  | THE IDOLM@STER LIVE THE@TER PERFORMANCE 10                                                                                        | 四條貴音（原由實）、高坂海美（上田麗奈）、德川茉莉（諏訪彩花）、宮尾美也（桐谷蝶蝶） | 「」 | 遊戲《偶像大師 百萬人演唱會！》相關歌曲                 |
| 3月19日  | | 園田萌舞子（上田麗奈） | 「」 | 電視動畫《摸索吧！部活劇 安可》相關歌曲                 |
| 3月19日  | 鈴木結愛（西明日香）、佐藤陽菜（明坂聰美）、高橋葵（荻野可鈴）、田中心春（大橋彩香）、園田萌舞子（上田麗奈）                      | 「」 | | 電視動畫《摸索吧！部活劇 安可》相關歌曲                 |
| 8月27日  | | 花舞少女隊 | 「」 | 電視動畫《花舞少女》片頭曲                              |
| 8月27日  | 「Dream JUMP!!」 | 花舞少女隊 | 電視動畫《花舞少女》相關歌曲 |                                                         |
| 9月26日  | 花舞少女 BD、DVD第1卷特典CD | 關谷鳴（上田麗奈） | 電視動畫《花舞少女》相關歌曲 | 「」                                                    |
| 10月22日 | YOSAKOI SONG Series壹 鳴 | 由比濱學園國中夜來舞社 關谷鳴（上田麗奈） | 「Shining glow」 「」 | 遊戲《花舞少女 夜來舞Live！》插入曲                     |
| 11月26日 | THE IDOLM@STER LIVE THE@TER HARMONY 06                                                                                            | 灼熱少女 | 「」 「Welcome!!」 | 遊戲《偶像大師 百萬人演唱會！》相關歌曲                 |
| 11月26日 | THE IDOLM@STER LIVE THE@TER HARMONY 06                                                                                            | 高坂海美（上田麗奈） | 「」 | 遊戲《偶像大師 百萬人演唱會！》相關歌曲                 |
| 2015年   | | | |                                                         |
| 2月27日  | 花舞少女 BD、DVD第6卷特典CD | 花舞少女隊 | 「」 | 電視動畫《花舞少女》片尾曲                              |
| 4月3日   | THE IDOLM@STER LIVE THE@TER SOLO COLLECTION Vol.01                                                                                | 高坂海美（上田麗奈） | 「」 | 遊戲《偶像大師 百萬人演唱會！》相關歌曲                 |
| 4月22日  | 花舞少女音樂集 華鳴音女 | 花舞少女隊 | 「」 | 遊戲《花舞少女 夜來舞Live！》插入曲                     |
| 7月18日  | THE IDOLM@STER LIVE THE@TER SOLO COLLECTION Vol.02                                                                                | 高坂海美（上田麗奈） | 「」 | 遊戲《偶像大師 百萬人演唱會！》相關歌曲                 |
| 7月22日  | 其實我是… 角色歌 vol.1 | 白神葉子（芹澤優）、紫紫戶獅穗（內田彩）、藍澤渚（水瀨祈）、朱美橘（上田麗奈） | 「」 | 電視動畫《其實我是…》相關歌曲                           |
| 8月12日  | 其實我是… 角色歌 vol.2 | 藍澤渚（水瀨祈）、朱美橘（上田麗奈） | 「SILENT NOTE」 | 電視動畫《其實我是…》相關歌曲                           |
| 8月12日  | 其實我是… 角色歌 vol.2 | 朱美橘（上田麗奈） | 「」 | 電視動畫《其實我是…》相關歌曲                           |
| 9月30日  | THE IDOLM@STER LIVE THE@TER DREAMERS 01 Dreaming!                                                                                 | MILLION ALLSTARS | 「Welcome!!」 | 遊戲《偶像大師 百萬人演唱會！》相關歌曲                 |
| 11月11日 | | I-1club Team M（山本希望、明坂聰美、安野希世乃、上田麗奈） | 「2015」 | 劇場版《Wake Up, Girls! 》相關歌曲                      |
| 11月25日 | | PriPara Dream☆All Stars | 「」 | 電視動畫《星光樂園》片尾曲                              |
| 12月23日 | | 宇宙蛋包飯（真中菈菈（茜屋日海夏）、桃樂絲·威斯特（澀谷梓希）、白玉蜜柑（渡部優衣）、北條宇裳（山本希望）、黃木味美（上田麗奈））                                                                                      | 「」 | 電視動畫《星光樂園》插入曲                              |
| 12月23日 | 黃木味美（上田麗奈） | 「」 | | 電視動畫《星光樂園》插入曲                              |
| 2016年   | | | |                                                         |
| 1月13日  | | I-1club（山本希望、加藤英美里、津田美波、福原香織、明坂聰美、安野希世乃、上田麗奈） | 「」 | 劇場版《Wake Up, Girls! Beyond the Bottom》插入曲       |
| 1月30日  | THE IDOLM@STER LIVE THE@TER SOLO COLLECTION Vol.03 Dance Edition                                                                  | 高坂海美（上田麗奈） | 「Welcome!!」 | 遊戲《偶像大師 百萬人演唱會！》相關歌曲                 |
| 2月17日  | 駭客娃娃 Hacka Song 4號 | 駭客娃娃4號（上田麗奈） | 「Advance Angelic Doll」 | 電視動畫《駭客娃娃 THE Anima～tion》相關歌曲            |
| 3月23日  | THE IDOLM@STER LIVE THE@TER DREAMERS 06                                                                                           | 大神環（稻川英里）、菊地真（平田宏美）、高坂海美（上田麗奈）、島原埃琳娜（角元明日香）、田中琴葉（種田梨沙）、永吉昴（齊藤佑圭）、福田法子（濱崎奈奈）、雙海真美（下田麻美）、星井美希（長谷川明子）、舞濱步（戶田惠） | 「Dreaming!」 | 遊戲《偶像大師 百萬人演唱會！》相關歌曲                 |
| 3月23日  | THE IDOLM@STER LIVE THE@TER DREAMERS 06                                                                                           | 高坂海美（上田麗奈）、田中琴葉（種田梨沙） | 「Understand? Understand!」 | 遊戲《偶像大師 百萬人演唱會！》相關歌曲                 |
| 5月11日  | | 佐倉羽音（上田麗奈）、鈴乃木凜（東山奈央）、天野恩紗（內山夕實）、三之輪聖（山口立花子） | 「」 | 電視動畫《爆音少女！！》片尾曲                          |
| 5月11日  | 「」 | 佐倉羽音（上田麗奈）、鈴乃木凜（東山奈央）、天野恩紗（內山夕實）、三之輪聖（山口立花子） | 電視動畫《爆音少女！！》相關歌曲 |                                                         |
| 6月22日  | | 黃木味美（上田麗奈） | 「」 | 電視動畫《星光樂園》插入曲                              |
| 6月22日  | 宇宙蛋包飯（真中菈菈（茜屋日海夏）、桃樂絲·威斯特（澀谷梓希）、白玉蜜柑（渡部優衣）、北條宇裳（山本希望）、黃木味美（上田麗奈）） | 「」 | | 電視動畫《星光樂園》插入曲                              |
| 7月13日  | 電視動畫《爆音少女！！》角色歌迷你專輯                                                                                            | 佐倉羽音（上田麗奈） | 「MY PINK BUDDY」 | 電視動畫《爆音少女！！》相關歌曲                        |
| 7月13日  | 電視動畫《爆音少女！！》角色歌迷你專輯                                                                                            | 佐倉羽音（上田麗奈）、鈴乃木凜（東山奈央）、天野恩紗（內山夕實）、三之輪聖（山口立花子）、中野千雨（木戶衣吹） | 「」 | 電視動畫《爆音少女！！》片尾曲                          |
| 8月31日  | 「ReLIFE」角色歌Vol.2 / 日代千鶴・小野屋杏                                                                                        | 小野屋杏（上田麗奈） | 「ReJOIN♪」 | 電視動畫《ReLIFE》相關歌曲                              |
| 12月3日  | Caligula- | μ（上田麗奈） | 「」 「」 「」 「Sadistic Queen」 「」 「sin」 「」 「Distorted†Happiness」 「Orbit」 「 (Remix)」 「 (Remix)」 「 (Remix)」 「Sadistic Queen (Remix)」 「 (Remix)」 「sin (Remix)」 「 (Remix)」 「Distorted†Happiness (Remix)」 「Orbit (Remix)」 | 遊戲《卡里古拉》插入曲                                  |
| 12月3日  | Caligula- | μ（上田麗奈） | 「Sadistic Queen -original arrange-」 | 遊戲《卡里古拉》相關歌曲                                |
| 12月21日 | | 九十九（伊藤彩沙）、天照大神（尾崎由香）、天鈿女命（佐佐木未來）、衣通姬（大塚紗英）、菊理媛（今村彩夏）、木花開耶姬（鈴木愛奈）、豐玉姬（上田麗奈）、伊斯許理度賣（大龜明日香）、天探女（千菅春香）                   | 「」 | 遊戲《女神巡禮》相關歌曲                                |
| 2017年   | | | |                                                         |
| 1月25日  | | SMILE♥X | 「」 | 電視動畫《偶像事變》片頭曲                              |
| 1月25日  | 「」 | SMILE♥X | 遊戲《偶像事變》主題曲 |                                                         |
| 2月15日  | THE IDOLM@STER LIVE THE@TER FORWARD 03 Starlight Melody                                                                           | Starlight Melody | 「Starry Melody」 | 遊戲《偶像大師 百萬人演唱會！》相關歌曲                 |
| 2月15日  | THE IDOLM@STER LIVE THE@TER FORWARD 03 Starlight Melody                                                                           | Scorpio | 「」 | 遊戲《偶像大師 百萬人演唱會！》相關歌曲                 |
| 2月24日  | | 朱莉（上田麗奈） | 「Girl's Fantasy」 | 電視動畫《星光樂園》插入曲                              |
| 2月24日  | UCCHARI BIG-BANGS | 「！」 | |                                                         |
| 3月10日  | THE IDOLM@STER LIVE THE@TER SOLO COLLECTION 04 Starlight Theater                                                                  | 高坂海美（上田麗奈） | 「Understand? Understand!」 | 遊戲《偶像大師 百萬人演唱會！》相關歌曲                 |
| 3月22日  | 偶像選舉 第1卷 特典CD | SMILE♥X | 「 Full Throttle」 | 《偶像選舉》相關歌曲                                    |
| 4月19日  | TV動畫『南鎌倉高校女子自行車社』 角色歌集「」                                                                                     | 舞春祐美（上田麗奈） | 「」 | 電視動畫《南鎌倉高校女子自行車社》相關歌曲              |
| 4月19日  | TV動畫『南鎌倉高校女子自行車社』 角色歌集「」                                                                                     | 舞春祐美（上田麗奈）、秋月巴（松井惠理子） | 「（TV Edit）」 | 電視動畫《南鎌倉高校女子自行車社》相關歌曲              |
| 4月19日  | 「」角色歌 | （上田麗奈） | 「」 | 遊戲《女神巡禮》相關歌曲                                |
| 7月26日  | THE IDOLM@STER MILLION THE@TER GENERATION 01 Brand New Theater!                                                                   | 765 MILLION ALLSTARS | 「Brand New Theater!」 | 遊戲《偶像大師 百萬人演唱會！劇場時光》主題曲           |
| 7月26日  | THE IDOLM@STER MILLION THE@TER GENERATION 01 Brand New Theater!                                                                   | 765 MILLION ALLSTARS | 「Dreaming!」 | 遊戲《偶像大師 百萬人演唱會！劇場時光》相關歌曲         |
| 7月26日  | THE IDOLM@STER MILLION THE@TER GENERATION 01 Brand New Theater!                                                                   | Mighty Sailors | 「」 | 遊戲《偶像大師 百萬人演唱會！劇場時光》相關歌曲         |
| 9月20日  | season.3 | 茱莉（上田麗奈）、珍妮絲 （豐崎愛生） | 「Girl's Fantasy」 | 電視動畫《星光樂園》插入曲                              |
| 9月20日  | season.3 | SoLaMi♡SMILE、茱莉（上田麗奈）、珍妮絲 （豐崎愛生） | 「〜第一樂章〜「I FRIEND YOU!」 〜第二樂章〜「LOVE IS FRIEND」」 | 電視動畫《星光樂園》插入曲                              |
| 9月20日  | season.3 | SoLaMi♡SMILE、Dressing Pafé、NonSugar、Tricolore、Gaarmageddon、UCCHARI BIG-BANGS | 「」」 「〜第三樂章〜「My Friend, Dear Friend」 〜第四樂章〜「！」」 | 電視動畫《星光樂園》插入曲                              |
| 12月6日  | THE IDOLM@STER MILLION LIVE! M@STER SPARKLE 04                                                                                    | 高坂海美（上田麗奈） | 「」 | 遊戲《偶像大師 百萬人演唱會！劇場時光》相關歌曲         |
| 12月18日 | 偶像大師 百萬人演唱會！Blooming Clover 第2卷限定版 原創CD                                                                         | 箱崎星梨花（麻倉桃）、高坂海美（上田麗奈） | 「Do-Dai」 | 漫畫《偶像大師 百萬人演唱會！ Blooming Clover》相關歌曲 |
| 12月18日 | 偶像大師 百萬人演唱會！Blooming Clover 第2卷限定版 原創CD                                                                         | 高坂海美（上田麗奈） | 「」 | 漫畫《偶像大師 百萬人演唱會！ Blooming Clover》相關歌曲 |
| 2018年   | | | |                                                         |
| 1月31日  | /Jewelry Wonderland | I-1club（山本希望、加藤英美里、津田美波、福原香織、明坂聰美、安野希世乃、上田麗奈） | 「」 「Jewelry Wonderland」 | 電視動畫《Wake Up, Girls! 新章》插入曲                  |
| 4月4日   | THE IDOLM@STER MILLION LIVE! M@STER SPARKLE 08                                                                                    | 765 MILLION ALLSTARS | 「Brand New Theater!」 | 遊戲《偶像大師 百萬人演唱會！劇場時光》相關歌曲         |
| 4月18日  | Caligula -Ver.迷你專輯 | μ（上田麗奈） | 「orbit -Ver.-」 「Ver.-」 「Ver.-」 「Ver.-」 「Sadistic Queen -Ver.-」 「Ver.-」 「Sin -Ver.-」 「Ver.-」 「Distorted†Happiness -Ver.-」 | 電視動畫《卡里古拉》插入曲                              |
| 5月23日  | Caligula Overdose/ Original Soundtrack                                                                                            | μ（上田麗奈） | 「SuicidePrototype」 「Love Scope」 「」 「SuicidePrototype（Remix）」 「（ThornRemix）」 「Love Scope（Remix）」 「Love Scope（ThornRemix）」 「（ThornRemix）」 「（Remix）」 「（ThornRemix）」 「Cosmo×Queen（ThornRemix）」 「（ThornRemix）」 | 遊戲《卡里古拉》插入曲                                  |
| 6月2日   | THE IDOLM@STER LIVE THE@TER SOLO COLLECTION 06                                                                                    | 高坂海美（上田麗奈） | 「」 | 遊戲《偶像大師 百萬人演唱會！劇場時光》相關歌曲         |
| 6月6日   | | μ（上田麗奈） | 「」 「juːˈtoʊpiə」 「Tír na nÓg」 | 電視動畫《卡里古拉》插入曲                              |
| 7月25日  | THE IDOLM@STER MILLION THE@TER GENERATION 10                                                                                      | 閃光☆HANABI團 | 「」 「BORN ON DREAM! ～HANABI☆NIGHT～」 | 遊戲《偶像大師 百萬人演唱會！劇場時光》相關歌曲         |
| 8月29日  | THE IDOLM@STER MILLION THE@TER GENERATION 11 UNION!!                                                                              | 765 MILLION ALLSTARS | 「UNION!!」 「Welcome!!」 | 遊戲《偶像大師 百萬人演唱會！劇場時光》相關歌曲         |
| 9月26日  | THE IDOLM@STER THE@TER BOOST 01                                                                                                   | 高坂海美（上田麗奈）、所惠美（藤井幸代）、高山紗代子（駒形友梨）、豐川風花（末柄里惠）、橫山奈緒（渡部優衣） | 「!!!!!」 「DIAMOND DAYS」 | 遊戲《偶像大師 百萬人演唱會！劇場時光》相關歌曲         |
| 12月12日 | SSSS.GRIDMAN CHARACTER SONG.2 | 新條茜（上田麗奈） | 「」 | 電視動畫《SSSS.GRIDMAN》相關歌曲                        |
| 12月27日 | 偶像大師 百萬人演唱會！ Blooming Clover 第4卷限定版 原創CD                                                                        | 矢吹可奈（木戶衣吹）、箱崎星梨花（麻倉桃）、高坂海美（上田麗奈） | 「Dreaming!」 | 漫畫《偶像大師 百萬人演唱會！ Blooming Clover》相關歌曲 |
| 2019年   | | | |                                                         |
| 2月27日  | 電視動畫《天使降臨到我身邊！》角色歌專輯〜天使のうたごえ〜                                                                        | 星野宮子（上田麗奈）、松本香子（Lynn） | 「」 | 電視動畫《天使降臨到我身邊！》相關歌曲                  |
| 3月13日  | Starry Melody（Brand New Ver.）                                                                                                   | Starlight Melody | 「Starry Melody（Brand New Ver.）」 | 遊戲《偶像大師 百萬人演唱會！劇場時光》相關歌曲         |
| 4月27日  | THE IDOLM@STER THE@TER SOLO COLLECTION 07 PRINCESS STARS                                                                          | 高坂海美（上田麗奈） | 「BORN ON DREAM! ～HANABI☆NIGHT～」 | 遊戲《偶像大師 百萬人演唱會！劇場時光》相關歌曲         |
| 6月27日  | 偶像大師 百萬人演唱會！ Blooming Clover 第5卷限定版 原創CD                                                                        | 矢吹可奈（木戶衣吹）、北澤志保（雨宮天）、箱崎星梨花（麻倉桃）、高坂海美（上田麗奈） | 「Clover Days」 | 漫畫《偶像大師 百萬人演唱會！ Blooming Clover》相關歌曲 |
| 7月24日  | THE IDOLM@STER MILLION THE@TER WAVE 01 Flyers!!!                                                                                  | 765 MILLION ALLSTARS | 「Flyers!!!」 | 遊戲《偶像大師 百萬人演唱會！劇場時光》相關歌曲         |
| 9月10日  | 白貓Project 5th Anniversary Original Soundtrack                                                                                   | （上田麗奈） | 「Hymnus」 「Oratio」 | 遊戲《白貓Project》相關歌曲                             |
| 9月10日  | 白貓Project 5th Anniversary Original Soundtrack                                                                                   | （上田麗奈）、（松風雅也）、（伊藤健太郎） | 「」 | 遊戲《白貓Project》相關歌曲                             |
| 2020年   | | | |                                                         |
| 5月27日  | 絕對的Performer | miraclesonic☆expassion | 「Performer」 | 遊戲《偶像大師 百萬人演唱會！劇場時光》相關歌曲         |
| 8月26日  | THE IDOLM@STER MILLION THE@TER WAVE 10 Glow Map                                                                                   | 765 MILLION ALLSTARS | 「Glow Map」 | 遊戲《偶像大師 百萬人演唱會！劇場時光》相關歌曲         |
| 8月27日  | 偶像大師 百萬人演唱會！ Blooming Clover 第7卷限定版 原創CD                                                                        | 高坂海美（上田麗奈）、宮尾美也（桐谷蝶蝶） | 「Vertex Meister」 | 漫畫《偶像大師 百萬人演唱會！ Blooming Clover》相關歌曲 |

### 组合成员
1. 1 2  天海春香（中村繪里子）、春日未來（山崎遙）、如月千早（今井麻美）、木下日向（田村奈央）、四條貴音（原由實）、茱莉亞（愛美）、高山紗代子（駒形友梨）、田中琴葉（種田梨沙）、天空橋朋花（小岩井小鳥）、箱崎星梨花（麻倉桃）、松田亞利沙（村川梨衣）、三浦梓（高橋智秋）、水瀨伊織（釘宮理惠）、最上靜香（田所梓）、望月杏奈（夏川椎菜）、矢吹可奈（木戶衣吹）、艾蜜莉·司徒亞特（郁原由宇）、大神環（稻川英里）、我那霸響（沼倉愛美）、菊地真（平田宏美）、北上麗花（平山笑美）、高坂海美（上田麗奈）、佐竹美奈子（大關英里）、島原艾琳娜（角元明日香）、高槻彌生（仁後真耶子）、永吉昴（齊藤佑圭）、野野原茜（小笠原早紀）、馬場木實（高橋未奈美）、福田法子（濱崎奈奈）、舞濱步（戶田惠）、真壁瑞希（阿部里果）、百瀨莉緒（山口立花子）、橫山奈緒（渡部優衣）、秋月律子（若林直美）、伊吹翼（Machico）、北澤志保（雨宫天）、篠宮可憐（近藤唯）、周防桃子（渡部惠子）、德川茉莉（諏訪彩花）、所惠美（藤井幸代）、豐川風花（末柄里惠）、中谷育（原嶋燈）、七尾百合子（伊藤美來）、二階堂千鶴（野村香菜子）、萩原雪步（淺倉杏美）、ROCO（中村溫姬）、雙海亞美／真美（下田麻美）、星井美希（長谷川明子）、宮尾美也（桐谷蝶蝶）
2. ↑  春日未來（山崎遙）、木下日向（田村奈央）、茱莉亞（愛美）、高山紗代子（駒形友梨）、田中琴葉（種田梨沙）、天空橋朋花（小岩井小鳥）、箱崎星梨花（麻倉桃）、松田亞利沙（村川梨衣）、最上靜香（田所梓）、望月杏奈（夏川椎菜）、矢吹可奈（木戶衣吹）、艾蜜莉·司徒亞特（郁原由宇）、大神環（稻川英里）、北上麗花（平山笑美）、高坂海美（上田麗奈）、佐竹美奈子（大關英里）、島原艾琳娜（角元明日香）、永吉昴（齊藤佑圭）、野野原茜（小笠原早紀）、馬場木實（高橋未奈美）、福田法子（濱崎奈奈）、舞濱步（戶田惠）、真壁瑞希（阿部里果）、百瀨莉緒（山口立花子）、橫山奈緒（渡部優衣）、伊吹翼（Machico）、北澤志保（雨宫天）、篠宮可憐（近藤唯）、周防桃子（渡部惠子）、德川茉莉（諏訪彩花）、所惠美（藤井幸代）、豐川風花（末柄里惠）、中谷育（原嶋燈）、七尾百合子（伊藤美來）、二階堂千鶴（野村香菜子）、ROCO（中村溫姬）、宮尾美也（桐谷蝶蝶）
3. 1 2 3  關谷鳴（上田麗奈）、笹目夜彌（奧野香耶）、哈娜·N·芳婷史坦（田中美海）、西御門多美（大坪由佳）、常盤真智（沼倉愛美）
4. ↑  田中琴葉（種田梨沙）、大神環（稻川英里）、高坂海美（上田麗奈）、所惠美（藤井幸代）、宮尾美也（桐谷蝶蝶）
5. ↑  茜屋日海夏、芹澤優、久保田未夢、山北早紀、澀谷梓希、若井友希、牧野由依、渡部優衣、佐藤梓、上田麗奈、齋賀光希
6. 1 2  星菜夏月（八島莎拉拉）、鬼丸靜（渕上舞）、近堂幸惠（上田麗奈）、不動瑞希（Lynn）、飯塚櫻子（久保百合花）、桃井梅（仲谷明香）、天羽來葉（吉田有里）、小水流美香（赤崎千夏）、闇†林檎大人（山本希望）
7. ↑  大神環（稻川英里）、春日未來（山崎遙）、北澤志保（雨宫天）、高坂海美（上田麗奈）、周防桃子（渡部惠子）、德川茉莉（諏訪彩花）、豐川風花（末柄里惠）、野野原茜（小笠原早紀）、箱崎星梨花（麻倉桃）、馬場木實（高橋未奈美）、松田亞利沙（村川梨衣）、宮尾美也（桐谷蝶蝶）
8. ↑  北澤志保（雨宫天）、高坂海美（上田麗奈）、松田亞利沙（村川梨衣）
9. 1 2  鍋島醬子（赤崎千夏）、黃木味美（上田麗奈）、北條宇裳（山本希望）
10. ↑  天海春香（中村繪里子）、如月千早（今井麻美）、星井美希（長谷川明子）、萩原雪步（淺倉杏美）、高槻彌生（仁後真耶子）、菊地真（平田宏美）、水瀨伊織（釘宮理惠）、四條貴音（原由實）、秋月律子（若林直美）、三浦梓（高橋智秋）、雙海亞美／真美（下田麻美）、我那霸響（沼倉愛美）、春日未來（山崎遙）、最上靜香（田所梓）、伊吹翼（Machico）、島原艾琳娜（角元明日香）、佐竹美奈子（大關英里）、所惠美（藤井幸代）、德川茉莉（諏訪彩花）、箱崎星梨花（麻倉桃）、野野原茜（小笠原早紀）、望月杏奈（夏川椎菜）、ROCO（中村溫姬）、七尾百合子（伊藤美來）、高山紗代子（駒形友梨）、松田亞利沙（村川梨衣）、高坂海美（上田麗奈）、中谷育（原嶋燈）、天空橋朋花（小岩井小鳥）、艾蜜莉·司徒亞特（郁原由宇）、北澤志保（雨宫天）、舞濱步（戶田惠）、木下日向（田村奈央）、矢吹可奈（木戶衣吹）、橫山奈緒（渡部優衣）、二階堂千鶴（野村香菜子）、馬場木實（高橋未奈美）、大神環（稻川英里）、豐川風花（末柄里惠）、宮尾美也（桐谷蝶蝶）、福田法子（濱崎奈奈）、真壁瑞希（阿部里果）、篠宮可憐（近藤唯）、百瀨莉緒（山口立花子）、永吉昴（齊藤佑圭）、北上麗花（平山笑美）、周防桃子（渡部惠子）、茱莉亞（愛美）、白石紬（南早紀）、櫻守歌織（香里有佐）
11. 1 2 3 4 5  天海春香（中村繪里子）、如月千早（今井麻美）、星井美希（長谷川明子）、萩原雪步（淺倉杏美）、高槻彌生（仁後真耶子）、菊地真（平田宏美）、水瀨伊織（釘宮理惠）、四條貴音（原由實）、秋月律子（若林直美）、三浦梓（高橋智秋）、雙海亞美／真美（下田麻美）、我那霸響（沼倉愛美）、春日未來（山崎遙）、最上靜香（田所梓）、伊吹翼（Machico）、田中琴葉（種田梨沙）、島原艾琳娜（角元明日香）、佐竹美奈子（大關英里）、所惠美（藤井幸代）、德川茉莉（諏訪彩花）、箱崎星梨花（麻倉桃）、野野原茜（小笠原早紀）、望月杏奈（夏川椎菜）、ROCO（中村溫姬）、七尾百合子（伊藤美來）、高山紗代子（駒形友梨）、松田亞利沙（村川梨衣）、高坂海美（上田麗奈）、中谷育（原嶋燈）、天空橋朋花（小岩井小鳥）、艾蜜莉·司徒亞特（郁原由宇）、北澤志保（雨宫天）、舞濱步（戶田惠）、木下日向（田村奈央）、矢吹可奈（木戶衣吹）、橫山奈緒（渡部優衣）、二階堂千鶴（野村香菜子）、馬場木實（高橋未奈美）、大神環（稻川英里）、豐川風花（末柄里惠）、宮尾美也（桐谷蝶蝶）、福田法子（濱崎奈奈）、真壁瑞希（阿部里果）、篠宮可憐（近藤唯）、百瀨莉緒（山口立花子）、永吉昴（齊藤佑圭）、北上麗花（平山笑美）、周防桃子（渡部惠子）、茱莉亞（愛美）、白石紬（南早紀）、櫻守歌織（香里有佐）
12. ↑  伊吹翼（Machico）、高坂海美（上田麗奈）
13. 1 2  真中菈菈（茜屋日海夏）、北條蘇菲（久保田未夢）、南美莉（芹澤優）
14. ↑  東堂詩音（山北早紀）、桃樂絲·威斯特（澁谷梓希）、雷歐那·威斯特（若井友希）
15. ↑  真中音（田中美海）、月川知里（大森日雅）、太陽佩帕（山下七海）
16. ↑  紫京院響（齋賀光希）、綠風芙羽璃（佐藤梓）、法露璐（赤崎千夏）
17. ↑  黑須阿洛瑪（牧野由依）、白玉蜜柑（渡部優衣）、卡露璐（真田麻美）
18. ↑  高山紗代子（駒形友梨）、橫山奈緒（渡部優衣）、高坂海美（上田麗奈）、佐竹美奈子（大關英里）、福田法子（濱崎奈奈）
19. ↑  大神環（稻川英里）、春日未來（山崎遙）、北澤志保（雨宫天）、高坂海美（上田麗奈）、周防桃子（渡部惠子）、德川茉莉（諏訪彩花）、豐川風花（末柄里惠）、野野原茜（小笠原早紀）、箱崎星梨花（麻倉桃）、馬場木實（高橋未奈美）、松田亞利沙（村川梨衣）、宮尾美也（桐谷蝶蝶）、田中琴葉（種田梨沙）
20. ↑  高坂海美（上田麗奈）、福田法子（濱崎奈奈）、島原艾琳娜（角元明日香）、舞濱步（戶田惠）

## 外部連結
- 上田麗奈：所屬演員：81produce （页面存档备份，存于）（日語）
- Lantis官方個人頁面 （页面存档备份，存于）（日語）
- 上田麗奈 official的X（前Twitter）（日語）